# 5-я волна
«5-я волна» (англ. The 5th Wave) — американский постапокалиптический фильм 2016 года режиссёра Дж. Блэйксона о борьбе против пришельцев, прилетевших на летающих тарелках, по одноимённому роману Рика Янси.
В главных ролях — Хлоя Грейс Морец, Ник Робинсон, Алекс Роу и Майка Монро.
Премьера в США состоялась 22 января 2016 года, в России — 21 января 2016 года.

## Сюжет

### Пролог
Кэсси Салливан (Хлоя Грейс Морец), вооружённая винтовкой M-4, выходит из леса и осматривает заброшенную бензоколонку с магазином. Там она находит вооружённого мужчину, который просит ему помочь. Кэсси просит его вытащить руку из-за пазухи, видит блеск металла и стреляет. Оказывается, что в руке у погибшего был стальной крест. Героиня описывает эти события в дневнике и спрашивает себя, как бы поступила «прежняя Кэсси», школьница старших классов и чирлидер школьной команды по футболу.

### Инопланетное вторжение
«Прежняя» Кэсси живёт в семье, состоящей из отца, матери и младшего брата, и тайно влюблена в футболиста Бена Пэриша (Ник Робинсон). В день вторжения она вместе с родителями видит по телевизору новости об огромном инопланетном корабле, передвигающемся над Огайо (США) и даже наблюдает его в небе вместе с семьёй.
Через 10 дней бездействия инопланетяне вдруг наносят удар по жителям Земли, отключив все электронные приборы (Первая Волна): перестают работать сотовые телефоны, происходят аварии, самолёты падают с неба. После этого Салливаны перебираются за город. Когда Кэсси с братом Сэмом набирают воду в ручье, вдруг начинается цунами (Вторая Волна). Сестре и брату удаётся спрятаться от наводнения на дереве, однако крупные прибрежные города попросту смыты с лица Земли.
За Второй Волной следует Третья Волна — модифицированный пришельцами птичий грипп, который убивает, в частности, мать Кэсси. Выжившие люди пытаются спастись в лагерях. В один из таких лагерей уходят Оливер Салливан (Рон Ливингстон) со своими детьми. В лагере отец даёт дочке пистолет M1911 и наказывает никому не верить.
Вскоре в лагерь прибывают военные, у которых почему-то работают электроприборы и машины (HMMWV). Они предлагают эвакуировать детей на военную базу Райт-Паттерсон, а взрослых собирают в столовой. Полковник Вош (Лев Шрайбер) объясняет выжившим, что началась Четвёртая Волна, в ходе которой пришельцы («Иные») научились маскироваться под людей. Они предлагают всем взрослым поехать в другой лагерь и пройти проверку. Выжившие не согласны. Начинается перестрелка, которая заканчивается гибелью всех взрослых жителей лагеря. Кэсси, которая выбежала из автобуса, чтобы забрать медвежонка своего брата, и не успела уехать, видит сцену бойни. Она берёт автомат и принимает решение идти спасать брата.

### Подростки против пришельцев
Покинув бензоколонку (начало фильма), Кэсси выходит на  шоссе, полное разбитых машин, там же лежат трупы с огнестрельными ранениями. Раздаются выстрелы, девушку ранит в ногу невидимый снайпер. Кэсси пытается отстреливаться, но теряет сознание.
Неделю спустя она приходит в себя в доме Эвана Уокера (Алекс Роу), который перевязал ей рану. Кэсси находит свой пистолет и пытается уйти, но Эван показывает ей человека с оружием и объясняет, что это Иной, который патрулирует местность. Кэсси говорит, что ей надо идти спасать брата и Эван вызывается сопроводить её.
Тем временем на военной базе дети проходят курс военной подготовки. Бена обучают убивать Иных. Военные объясняют, что пришельцы — это некий паразит, обитающий в мозгу человека и парализующий его волю. Бена просят убить человека, которого поработил пришелец — это своего рода инициация, позволяющая вступить в ряды солдат. Бен Пэриш возглавляет взвод подростков, в котором служит Сэм.
Кэсси c Эваном находят в лесу заброшенную машину и ночуют в ней. Но, когда на машину нападают Иные в образе людей, Эван демонстрирует нечеловеческие способности, и Кэсси понимает, что он Иной. Эван сознаётся в этом и рассказывает девушке, что на военной базе Райт-Паттерсон инопланетяне превращают детей в детей-солдат, чтобы «зачистить» Землю.
Кэсси всё равно идёт спасать брата и запрещает Эвану идти за ней.
Тем временем полковник Вош отправляет отряд Бэна Пэриша на военное задание. Военные снабжают подростков касками с прибором, показывающим присутствие иных. Во время передышки после боя Рингер (Майка Монро) вытаскивает у себя из шеи вживлённую капсулу и начинает «светиться» как Иные. Подростки понимают, что всё это время стреляли по людям и что они и есть Пятая Волна. Пэриш, который оставил Сэма на базе, решает вернуться за ним.
Кэсси и Бен встречаются на военной базе, где им помогает неожиданно появившийся Эван. Он говорит, что заложил бомбы и просит ребят действовать побыстрее. Когда всё вокруг начинает взрываться, полковник принимает решение эвакуировать детей. Кэсси, Бен и Сэм убегают с базы, спасаясь от преследующего их вертолёта Воша. Когда земля под ними начинает проваливаться, подростков спасает Рингер на внедорожнике HMMWV.
Фильм заканчивается сценой у костра, возле которого сидят бойцы отряда Пэриша, а также Кэсси. Подростки явно не собираются сдаваться.

## В ролях
| Актёр            | Роль              |
| ---------------- | ----------------- |
| Хлоя Грейс Морец | Кэсси Салливан    |
| Ник Робинсон     | Бен «Зомби» Пэриш |
| Алекс Роу        | Эван Уокер        |
| Мария Белло      | сержант Резник    |
| Майка Монро      | Рингер            |
| Рон Ливингстон   | Оливер Салливан   |
| Мэгги Сифф       | Лиза Салливан     |
| Закари Артур     | Сэмми Салливан    |
| Лев Шрайбер      | полковник Вош     |
| Талита Бейтман   | «Чашка»           |
| Тони Револори    | «Дамбо»           |

## Создание
Sony Pictures Entertainment приобрела права на экранизацию трилогии «5-я волна» за шестизначную сумму, продюсерами выступают Грэм Кинг и Тоби Магуайр.
В апреле 2014 года было объявлено, что Хлоя Грейс Морец сыграет главную роль, Кэсси Салливан, снимать фильм будет Дж. Блэйксон, а сценарий напишет Сюзанна Грант.
27 июня 2014 Ник Робинсон и Алекс Роу присоединились к актёрскому составу в качестве Бена Пэриша и Эвана Уокера соответственно.
14 июля 2014 была объявлена дата премьеры — 29 января 2016.
6 августа 2014 стало известно, что Лев Шрайбер сыграет злодея в фильме.
11 августа 2014 Майка Монро получила роль Рингер.
В сентябре 2014 к актёрскому составу присоединились Закари Артур в роли Сэмми, брата Кэсси и Тони Револори в роли Дамбо.
В октябре 2014 было объявлено, что в фильме также снимутся Рон Ливингстон, Мэгги Сифф и Талита Бейтман.
30 апреля 2015 премьеру фильма перенесли на 15 января 2016 года. 11 декабря 2015 премьеру сдвинули на неделю позже — на 22 января 2016.
Съёмки начались 18 октября 2014 и проходили в Атланте.

## Отзывы и оценки
Фильм получил в большей степени негативные отзывы. По данным агрегатора Rotten Tomatoes, только 16 % из более чем сотни обзоров были положительными. Из 33 обзоров, учтённых агрегатором Metacritic, только 2 были положительными. Негативно о фильме отзывались, среди прочих, авторы изданий Entertainment Weekly, Hollywood Reporter, New York Times.
В российской прессе, по данным агрегатора «Критиканство», положительных рецензий не было совсем, отрицательные опубликовали «Российская газета», «Известия», «Мир фантастики». Фильм ругали за банальный сюжет, слабые спецэффекты, неубедительную актёрскую игру.